# Vanessa Gilles
Vanessa Gilles, née le 11 mars 1996 à Châteauguay au Québec, est une joueuse internationale canadienne de football qui évolue comme défenseuse au Bayern Munich.

## Biographie

### Carrière universitaire
Vanessa Gilles joue en faveur des Bearcats de Cincinnati de 2014 à 2017. 

### Carrière en club
En mai 2017, Vanessa Gilles rejoint le West Ottawa SC évoluant en League1 Ontario. Elle marque deux buts en 9 apparitions lors de la saison régulière. Elle est ensuite sélectionnée pour représenter la League1 Ontario dans le All-Star game, contre l'équipe d'Ontario, et participe aux Jeux du Canada de 2017,. 
En janvier 2018, Gilles signe en faveur du club d'Apollon Limassol, équipe membre de la première division chypriote. Elle fait ses débuts professionnels pour le club le 14 janvier, avec un nul 1 à 1 contre l'Anorthosis Famagusta. Elle marque 10 buts en 11 apparitions pour le club durant cette saison et réalise trois apparitions en Coupe chypriote, aidant l'Apollon Limassol à remporter la finale contre le Pyrgos Limassol aux tirs au but,. 
En juillet 2018, Gilles signe un contrat de deux ans avec les Girondins de Bordeaux,.
Engagée en 2022 par Angel City, elle est prêtée en septembre de cette même année à l'Olympique lyonnais. Ce prêt est prolongé l'année suivante jusqu'en juin 2025. Avec l'Olympique lyonnais, elle remporte en 2023 le Championnat de France, la Coupe de France et le Trophée des championnes.
Déçue de sa saison 2024-2025 avec les féminines de l’OL, Gilles signe en mai 2025 avec le Bayern de Munich

### Carrière internationale
Bien que née au Québec, Vanessa Gilles peut jouer pour la France, son père étant né à Paris . Ainsi, en novembre 2018, Gilles est appelée en équipe de France des moins de 23 ans et participe à une victoire 5-2 contre la Belgique. 
Le 18 janvier 2019, elle fait ses débuts officieux pour le Canada lors d'un match amical contre la Suisse. Le 10 novembre, elle réalise ses débuts officiels lors d'une victoire 3-0 contre la Nouvelle-Zélande, lors du tournoi international de Yongchuan 2019.

## Vie privée
Le 20 mars 2019, Vanessa Gilles prononce un discours aux Nations Unies à New York, dans le cadre de la 63e session de la Commission sur le Statut de la Femme.

## Statistiques
| Saison                | Club                   | Championnat           | Championnat | Championnat | Coupe(s) nationale(s) | Coupe(s) nationale(s) | Total | Total |
| Saison                | Club                   | Division              | M.          | B.          | M.                    | B.                    | M.    | B.    |
| 2014                  | Bearcats de Cincinnati | NCAA                  | 20          | 4           | -                     | -                     | 20    | 4     |
| 2015                  | Bearcats de Cincinnati | NCAA                  | 24          | 4           | -                     | -                     | 24    | 4     |
| 2016                  | Bearcats de Cincinnati | NCAA                  | 20          | 6           | -                     | -                     | 20    | 6     |
| 2017                  | Bearcats de Cincinnati | NCAA                  | 18          | 3           | -                     | -                     | 18    | 3     |
| Total sur la carrière | Total sur la carrière  | Total sur la carrière | 82          | 17          | -                     | -                     | 82    | 17    |

| Saison                | Club                                  | Championnat           | Championnat | Championnat | Coupe(s) nationale(s) | Coupe(s) nationale(s) | Supercoupe | Supercoupe | Compétition(s) continentale(s) | Compétition(s) continentale(s) | Compétition(s) continentale(s) | Total | Total |
| Saison                | Club                                  | Division              | M.          | B.          | M.                    | B.                    | M.         | B.         | Comp.                          | M.                             | B.                             | M.    | B.    |
| 2017                  | West Ottawa SC                        | League1 Ontario       | 9           | 2           | -                     | -                     | -          | -          | -                              | -                              | -                              | 9     | 2     |
| Sous-total            | Sous-total                            | Sous-total            | 9           | 2           | -                     | -                     | -          | -          | -                              | -                              | -                              | 9     | 2     |
| 2017-2018             | Apollon Limassol Ladies Football Club | Première division     | 11          | 10          | 3                     | 0                     | -          | -          | -                              | -                              | -                              | 14    | 10    |
| Sous-total            | Sous-total                            | Sous-total            | 11          | 10          | 3                     | 0                     | -          | -          | -                              | -                              | -                              | 14    | 10    |
| 2018-2019             | Girondins de Bordeaux                 | Division 1            | 20          | 1           | 1                     | 0                     | -          | -          | -                              | -                              | -                              | 21    | 1     |
| 2019-2020             | Girondins de Bordeaux                 | Division 1            | 16          | 0           | 3                     | 0                     | -          | -          | -                              | -                              | -                              | 19    | 0     |
| 2020-2021             | Girondins de Bordeaux                 | Division 1            | 19          | 1           | 1                     | 0                     | -          | -          | -                              | -                              | -                              | 20    | 1     |
| 2021-2022             | Girondins de Bordeaux                 | Division 1            | 10          | 2           | -                     | -                     | -          | -          | C1                             | 4                              | 2                              | 14    | 4     |
| Sous-total            | Sous-total                            | Sous-total            | 65          | 4           | 5                     | 0                     | -          | -          | -                              | 4                              | 2                              | 74    | 6     |
| 2022                  | Angel City Football Club              | NWSL                  | 7           | 1           | 6                     | 0                     | -          | -          | -                              | -                              | -                              | 13    | 1     |
| Sous-total            | Sous-total                            | Sous-total            | 7           | 1           | 6                     | 0                     | -          | -          | -                              | -                              | -                              | 13    | 1     |
| 2022-2023             | Olympique lyonnais                    | Division 1            | 13          | 3           | 4                     | 0                     | -          | -          | C1                             | 6                              | 1                              | 23    | 4     |
| 2023-2024             | Olympique lyonnais                    | Division 1            | 15+2        | 3           | 2                     | 1                     | 1          | 0          | C1                             | 11                             | 3                              | 31    | 7     |
| 2024-2025             | Olympique lyonnais                    | Première Ligue        | 17+2        | 6+1         | 1                     | 0                     | -          | -          | C1                             | 9                              | 2                              | 29    | 9     |
| Sous-total            | Sous-total                            | Sous-total            | 45+4        | 12+1        | 7                     | 1                     | 1          | 0          | -                              | 26                             | 6                              | 83    | 20    |
| Total sur la carrière | Total sur la carrière                 | Total sur la carrière | 136+4       | 29+1        | 21                    | 1                     | 1          | 0          | -                              | 30                             | 8                              | 192   | 39    |

## Palmarès

### Club
Apollon Limassol
- Vainqueur de la Coupe chypriote : 2018[7],[8]

Olympique lyonnais
- Championnat de France (2)
  - Championne : 2023 ,2024 et 2025
- Coupe de France (1) 
  - Vainqueur : 2023
- Trophée des championnes (1)
  - Vainqueur : 2023

### En sélection
Équipe du Canada :
- Médaille d'or aux Jeux olympiques de Tokyo 2020.

### Distinctions personnelles
- Joueuse canadienne de soccer de l'année en 2024[18]